# علم جمهورية كومي
علم جمهورية كومي (بالكومية: Коми республикаса дӧрапас، بالحروف اللاتينية:  Komi respublikasa dörapas) هو أحد رموز جمهورية كومي الرسمية إلى جانب الشعار والنشيد. يتكون العلم من ثلاثة أشرطة أفقية هي الأزرق والأخضر والأبيض.

## الرمزية
- الأزرق: يرمز إلى روعة وجمال السماء الشمالية.
- الأخضر: يرمز إلى الطبيعة وإلى التايغا.
- الأبيض: يرمز إلى الثلوج، العفة ونقاء الطبيعة في شمال الجمهورية ويرمز كذلك إلى البساطة والتقشف وهناك تفسير آخر يقول إن اللون الأبيض يرمز إلى المساواة والوحدة ما بين الشعوب والثقافات التي تعيش في جمهورية كومي.

## التشريع
دخل علم جمهورية كومي قانون حيز التنفيذ في 6 يوليو 1994. وصدر آخر تعديل له في 26 يونيو 2017.

### بروتوكول العلم
بموجب القانون يجب أن يرفع علم كومي يوميًا، إذا سمحت الأحوال الجوية، على المواقع التالية:
- مجلس جمهورية كومي
- مقر إقامة وزراء كومي
- محاكم كومي ومكاتب الهيئات التنفيذية والإدارية المحلية
- فوق المباني التي تعقد فيها جلسات نواب نالمجالس المحلية
- المباني التي يستخدمها دبلوماسي كومي

عندما يرفع العلم مع أعلام الكيانات الروسية الأخرى، يوضع العلم وفقًا لترتيب الكيانات في دستور الاتحاد الروسي.

### تنكيس العلم
يسمح القانون أيضًا برفع العلم على نصف العمود كرمز للحداد. في مثل هذه الحالات، يثبت شريط أسود في الجزء العلوي من سارية العلم طوله يساوي طول العلم.

## اللون

مواصفات علم كومي

ينص قانون جمهورية كومي على أن ألوان العلم هي الأزرق والأخضر والأبيض، ولا يحدد ألوان العلم بالضبط. في الممارسة العملية ، تميل الأعلام الرسمية إلى استخدام الألوان التالية:
| النوع          | الأزرق   | الأخضر   | الأبيض      |
| -------------- | -------- | -------- | ----------- |
| بانتون         | 286C     | 355C     | White       |
| أحمر أخضر أزرق | 0-51-160 | 0-150-57 | 255-255-255 |
| ألون الويب     | #0033A0  | #009639  | #FFFFFF     |

## التاريخ

### علم جمهورية كومي الاشتراكية السوفيتية ذاتية الحكم
وصف أول علم لـجمهورية كومي الاشتراكية السوفيتية ذاتية الحكم في أول دستور لها، والذي اعتماد من قبل اللجنة التنفيذية المركزية للجمهورية في 26 مايو 1937، في المؤتمر الاستثنائي الحادي عشر لجمهورية كومي. كان العلم عبارة عن حقل أحمر في زاويته اليسرى حروف "RSFSR" بالون الذهبي باللغتين الروسية والكومية، مع كلمة "Komi ASSR" تحته باللغة الروسية والكومية. تغييرت الكتابة في عام 1938 بعد اعتماد نظام كتابة جديد للغة الكومية.

في 23 يوليو 1954 تغير العلم مع تعديل دستور جمهورية كومي وتغيير العلم الروسي. كان العلم هو نفسه علم جمهورية روسيا الاتحادية الاشتراكية السوفيتية ولكن مع جملة "Коми АССР" تحت المطرقة والمنجل.

26 مايو 1937 - 1938
1938 - 23 يوليو 1954
23 يوليو 1954 - 27 نوفمبر 1991

### جمهورية كومي
قدم علم جمهورية كومي بموجب قرار المحكمة العليا لجمهورية كومي الاشتراكية السوفيتية في 27 نوفمبر 1991، وبموجب القانون تمت الموافقة على العلم الوطني لجمهورية كومي وسُن في 6 يونيو 1994. عدل القانون في 17 ديسمبر 1997 لتغيير نسب العلم من 1: 2 إلى 2: 3. كان تغيير النسبة بسبب الرغبة في جعل أعلام روسيا متطابقة في الحجم.

27 نوفمبر 1991 - 17 ديسمبر 1997
17 ديسمبر 1997 - الآن

## العلم المقترح
في السنوات الأخيرة، دعا نشطاء في كومي إلى اعتماد علم جديد للجمهورية يتميز بصليب الشمال. يجادل مؤيدو التغيير بأن علم الصليب الاسكندنافي هو الأنسب لكومي لأنه يسلط الضوء على ارتباطها بفنلندا والدول الاسكندنافية. العلم الأكثر استخدامًا هو الذي صممه سيرجي سيفكوف في عام 2011 ويستخدم ألوان العلم الحالي. يرمز اللون الأزرق إلى البحيرات والأنهار والأخضر للتايغا والأبيض للثلج.

علم سيرجي سيفكوف

### الاستشهادات
1. 1 2 3 4  قالب:Cite Russian law "نسخة مؤرشفة". مؤرشف من الأصل في 2019-06-12. اطلع عليه بتاريخ 2022-03-21.{{استشهاد ويب}}:  صيانة الاستشهاد: BOT: original URL status unknown (link)
2. ↑  Central Executive Committee of the Komi ASSR 1937، صفحات 2–3
3. ↑  Central Executive Committee of the Komi ASSR 1937، صفحة 45
4. ↑  Fedyunev 1998، صفحات 210–212
5. ↑  Supreme Soviet of the Komi ASSR 1959، صفحة 1
6. ↑  Supreme Soviet of the Komi ASSR 1959، صفحة 27
7. 1 2  Ziggiotto 1994، صفحة 83
8. ↑  "Komi activists advocate changing the flag to a Scandinavian flag". Regnum. 7 أكتوبر 2015. مؤرشف من الأصل في 2019-10-10. اطلع عليه بتاريخ 2019-10-10.
9. ↑  Vorobyeva, Elena (6 Oct 2015). "Activists suggest changing the flag in Komi". Komsomolskaya Pravda (بالروسية). Archived from the original on 2021-12-10. Retrieved 2019-10-10.
10. ↑  "Do not look into the mouth of Muscovy and EdRosovskoy Svor". Region Expert (بالروسية). 7 Jun 2019. Archived from the original on 2022-01-04. Retrieved 2019-10-10.

### ببليوغرافيا
- Central Executive Committee of the Komi ASSR (1937), Shestakov, M. (ed.), [Constitution of the Komi Autonomous Soviet Socialist Republic], naukaprava.ru (بالروسية والكومية), سيكتيفكار: UMP https://web.archive.org/web/20220104211627/https://naukaprava.ru/catalog/3561/3564/43687?view=1, Archived from the original on 2022-01-04, Retrieved 2018-11-01 {{استشهاد}}: |trans-title= بحاجة لـ |title= أو |script-title= (help), |مسار أرشيف= بحاجة لعنوان (help), and الوسيط |عنوان أجنبي= and |عنوان مترجم= تكرر أكثر من مرة (help)
- Supreme Soviet of the Komi ASSR (1959), [Constitution of the Komi Autonomous Soviet Socialist Republic], naukaprava.ru (بالروسية), سيكتيفكار: State Publishing House of Komi https://web.archive.org/web/20210625095825/https://naukaprava.ru/catalog/3561/3564/18446?view=1, Archived from the original on 2021-06-25, Retrieved 2018-11-01 {{استشهاد}}: |trans-title= بحاجة لـ |title= أو |script-title= (help), |مسار أرشيف= بحاجة لعنوان (help), and الوسيط |عنوان أجنبي= and |عنوان مترجم= تكرر أكثر من مرة (help)
- Fedyunev, M.G.V. (1998), [Encyclopedia of Komi Language] (بالروسية), DiK Publishing, ISBN:5-7903-0045-6 {{استشهاد}}: |trans-title= بحاجة لـ |title= أو |script-title= (help) and الوسيط |عنوان أجنبي= and |عنوان مترجم= تكرر أكثر من مرة (help)
- Ziggiotto, Aldo (1994), Tre secoli di storia attraverso le bandiere — Dall’Imperio Russo all’Unione Sovietica e alla Comunità degli Stati Indipendenti [Three Centuries of History by way of flags — from the Russian Empire thru the Soviet Union to the Commonwealth of Independent States] (بالإيطالية), روما: Rivista Marittima